# Autolykos z Pitane

Sfera w przestrzeni euklidesowej trójwymiarowej

Autolykos z Pitane, stgr. Αυτόλυκος ο Πιτταναίος Autolikos ho Pitaneos (ur. ok. 360 p.n.e., zm. ok. 290 p.n.e.) – autor najstarszego, greckiego traktatu z matematyki, zachowanego do czasów nowożytnych.

## Życiorys
Pochodził z portowego miasta Pitane w Eolii (dzisiejsza Azja Mniejsza). Żył równolegle z Arystotelesem i Euklidesem. Był nauczycielem Arkezylaosa, założyciela średniej Akademii, z którym według relacji Diogenesa Laertiosa, odbył podróż do Sardes. Później żył i tworzył w Atenach. Był zwolennikiem poglądów Eudoksosa na budowę wszechświata. Imię Autolykosa wywodzi się z mitologii, greckie λύκος (lykos) oznacza wilka.

## Prace

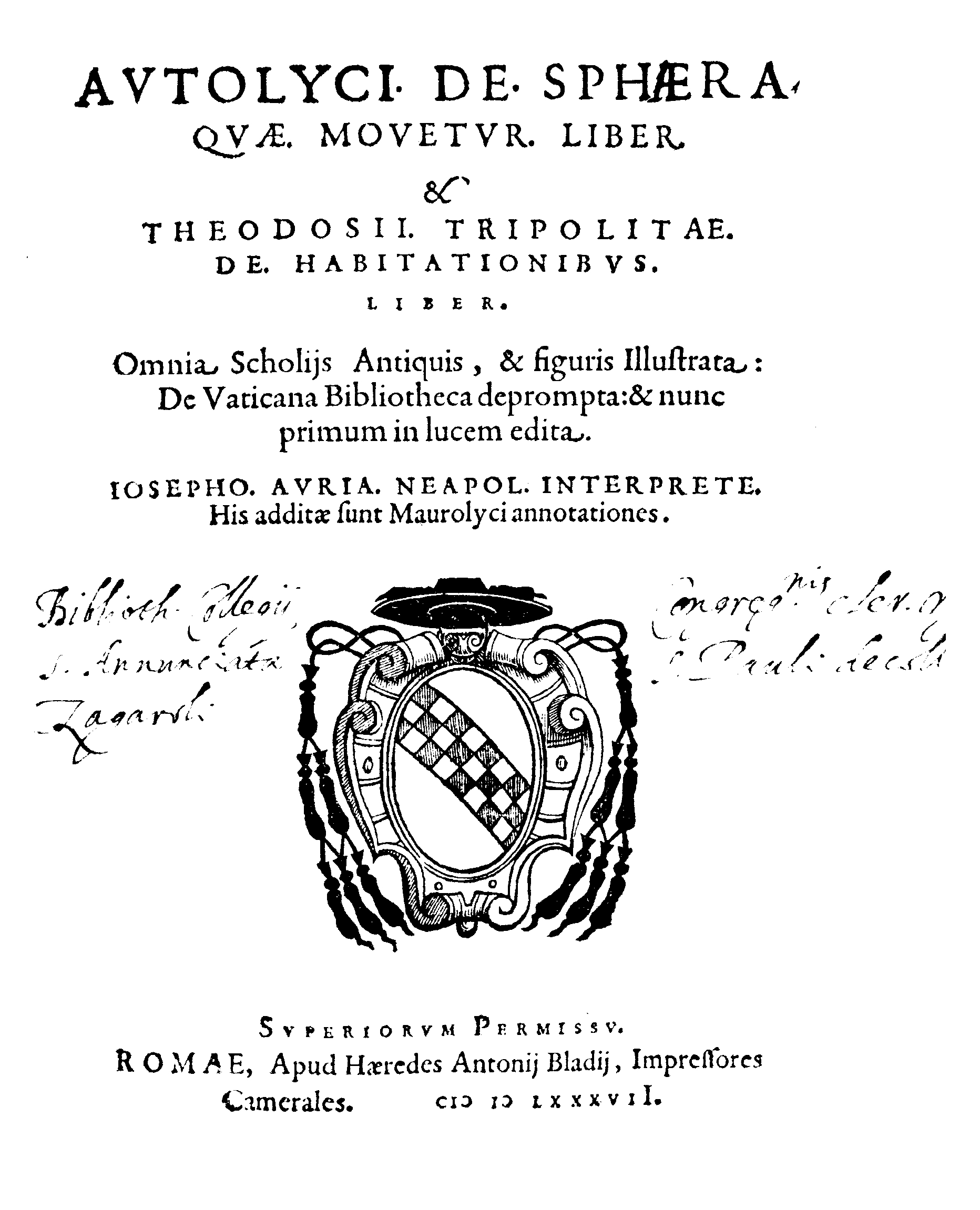
De sphaera quae movetur liber, 1587

Dwie z prac Autolykosa zachowały się do naszych czasów:
- O obracającej się sferze (stgr. Περὶ κινουμένης σφαίρας, łac. De sphaera que movetur) – opisuje podstawowe zagadnienia z dziedziny geometrii sferycznej, konieczne w obserwacjach astronomicznych[6]. Traktat ten jest ważnym dowodem stanu greckiej wiedzy z zakresu geometrii w okresie klasycznym[6]. W późnym antyku znalazł swoje miejsce w kanonicznym zestawieniu różnych prac tzw. Małej astronomii, który wykładano po Elementach Euklidesa, a przed Almagestem (Wielkiej astronomii). Najprawdopodobniej dzięki temu przetrwał do naszych czasów[4].
- Wschody i zachody (stgr. Περὶ ἐπιτολῶν καὶ δύσεων, łac. De ortibus et occasibus) – traktat astronomiczny poświęcony wyjaśnieniu wzajemnych ruchów Słońca i gwiazd wokół Ziemi[c].

O obracającej się sferze jest najstarszym zachowanym do naszych czasów greckim traktatem matematycznym. Najprawdopodobniej został napisany przed Elementami Euklidesa, na co wskazuje fakt, że Księga III Elementów odnosi się do niektórych propozycji zawartych w pracy Autolykosa. Oba dzieła zawierają liczne twierdzenia z zakresu geometrii sfery bez próby ich dowodzenia, co oznacza, że autorzy uważali je za powszechnie znane. Wskazuje to na istnienie jeszcze wcześniejszego tekstu opisującego tę problematykę, który nie zachował się do naszych czasów. Jego autorem był najprawdopodobniej Eudoksos z Knidos.